# Rapsody
Rapsody, pseudonimo di Marianna Evans (Snow Hill, 21 gennaio 1983), è una rapper statunitense.

## Biografia
Cresce a Snow Hill, appassionandosi presto alla musica hip hop attraverso i video di MC Lyte e al disco The Score dei Fugees. Si unisce al gruppo H2O e una volta sciolto diventa un membro del gruppo Kooley High, poi inizia la carriera da artista solista nel 2008. Nello stesso anno firma con la It's a Wonderful World Music Group di 9th Wonder, per poi pubblicare diversi mixtape con presenze importanti e aprire alcune date della tournée di Mac Miller e di Big Daddy Kane. Nel 2011 prende anche parte al tour di Phonte e 9th Wonder come artista di apertura. L'EP Black Mamba è il preludio al suo primo album in studio ufficiale, The Idea of Beautiful. Negli anni seguenti, è tra gli ospiti nell'album di Kendrick Lamar acclamato dalla critica To Pimp a Butterfly e firma con la Roc Nation di Jay-Z nel 2016. Il primo lavoro prodotto dalla casa discografica di Shawn Carter è Laila's Wisdom, secondo album di Rapsody che vede la collaborazione di Lamar e di Busta Rhymes. Il disco è candidato ai Grammy come miglior album rap e presenta il brano Sassy, candidato ai Grammy Awards come miglior canzone rap. Il terzo album in studio di Rapsody, Eve, è stato pubblicato il 23 agosto 2019.

## Discografia

### Album in studio
- 2012 – The Idea of Beautiful
- 2017 – Laila's Wisdom
- 2019 – Eve
- 2024 - Please Don’t Cry

### EP

#### Come solista
- 2012 – The Black Mamba
- 2014 – Beauty and the Beast
- 2016 – Crown

#### Come membro dei Kooley High
- 2008 – The Summer Sessions EP
- 2010 – Eastern Standard Time
- 2011 – Kooley High Presents...David Thompson

### Mixtape
- 2010 – Return of the B-Girl
- 2011 – Thank H.E.R. Now
- 2011 – For Everything
- 2013 – She Got Game

## Filmografia
- Rapture – miniserie, regia di Geeta Gandbhir, episodio 6 (2018)